# Ypsolopha buscki
Ypsolopha buscki là một loài bướm đêm thuộc họ Ypsolophidae. Nó được tìm thấy ở Hoa Kỳ, bao gồm Arizona.
Sải cánh dài khoảng 22 mm.